# Halichoeres rubrovirens
Halichoeres rubrovirens Rocha, Pinheiro & Gasparini, 2010 è un pesce di acqua salata appartenente alla famiglia Labridae.

## Distribuzione e habitat
Proviene dalle barriere coralline del sud est dell'oceano Atlantico, in particolare da Trindade e Martim Vaz. Nuota tra i 6 e i 25 m di profondità, soprattutto dove abbondano Corallinales, solitamente quindi sui fondali rocciosi.

## Descrizione
Presenta un corpo allungato, compresso lateralmente, con la testa dal profilo leggermente appuntito. I giovani sono prevalentemente gialli o arancioni, a volte rossastri, mentre gli adulti hanno una colorazione violacea e verde, a macchie irregolari soprattutto sulla testa. La pinna caudale non è biforcuta, mentre la pinna dorsale e la pinna anale sono basse e lunghe, dello stesso colore del corpo. La lunghezza massima registrata è di 23.1 cm.

## Biologia

### Comportamento
Gli esemplari giovanili formano gruppi insieme a esemplari di Thalassoma noronhanum.

### Riproduzione
È oviparo e la fecondazione è esterna. Non ci sono cure nei confronti delle uova.